# Дезидериева-Буда, Надежда Александровна
Надежда Александровна Дезидериева-Буда (14 июля 1922, Новониколаевск — 5 декабря 2010) — оперная певица (меццо-сопрано), директор музыкальной школы, деятель культуры.

## Биография
Родилась 14 июля 1922 года в Новониколаевске (совр. Новосибирск).
Окончила музыкальную школу (класс фортепиано, 1940), вокальную студию Дома народного творчества, 15 июня 1941 года — школу № 42.
В 1942—1944 годы была солисткой Новосибирского радиокомитета.
В 1950 году Надежда Александровна окончила Новосибирское музыкальное училище.
С 1944 по 1964 год — солистка Новосибирского оперного театра.
В 1964—1979 годы была руководителем детской музыкальной школы № 1 в Новосибирске. Образовательное учреждение первоначально находилось в старом бараке на Ядринцевской улице, и Надежда Александровна внесла большой вклад в строительство нового здания. В 1973 году музыкальная школа разместилась в новом здании.
Неоднократно была депутатом райсовета, работала внештатным инструктором по культуре горкома партии, руководила объединённой парторганизацией при отделе культуры горисполкома.

## Репертуар
- «Евгений Онегин» П. Чайковского — Ольга
- «Фауст» Ш. Гуно —Зибель
- «Князь Игорь» А. Бородина — Кончаковна
- «Русалка» А. Даргомыжского — Княгиня
- «Борис Годунов» М. Мусоргского — Марина Мнишек
- «Садко» Н. Римского-Корсакова — Любава[1]

## Награды
- Медаль «За трудовое отличие» (13 августа 1955 года) — за большие заслуги в области советского музыкального искусства[3].
- Награждена различными медалями[1].